# Scholz Recycling
Die Scholz Gruppe ist ein Recycling-Unternehmen für Stahl- und Metallschrotte und als deutsches Tochterunternehmen im vollständigen Besitz der chinesischen Chiho Environmental Group mit Sitz im Steuerparadies Cayman Islands. Organisatorisch besteht der Konzern aus zahlreichen Tochtergesellschaften und über 25 direkten Beteiligungen mit Standorten in Deutschland, Österreich, Ungarn, Tschechien, Polen, Slowenien, Rumänien.
Kerngeschäft ist der Handel, das komplette Recycling von Stahl- und Metallschrott und die Erbringung entsorgungsnaher Industriedienstleistungen.

## Geschichte

### Entstehung
Im Jahr 1872 gründete Paul Scholz in Liegnitz (Niederschlesien) einen Sortierbetrieb. 1936 folgte die Gründung der Vorläufergesellschaft C.-H. Scholz KG in Niederschlesien durch Carl-Heinz Scholz, der Enkel von Paul Scholz war. Nach der Vertreibung der Familie aus Niederschlesien begann der Neuanfang 1945 in Heilbronn und Aalen. Zwischen 1965 und 1989 erfolgte der Aufbau von Exportbeziehungen sowie Aufbau von verschiedenen Unternehmensbeteiligungen. Nach der deutschen Wiedervereinigung begann ein Engagement auf den nun zugänglichen Ostmärkten. Im Jahr 1999 wurde das Unternehmen in eine Aktiengesellschaft umgewandelt und firmierte als Scholz AG. 2008 wurden die deutschen Tochterunternehmen in der Scholz Recycling AG & Co. KG zusammengeführt.

### Übernahme durch Chiho Environmental Group
2012 wurde die erste Unternehmensanleihe ausgegeben. 2013 übernahm Oliver Scholz die Funktion als Vorstandsvorsitzender des Unternehmens von seinem Vater Berndt-Ulrich Scholz. Im Jahr 2014 wurde das Unternehmen zur Scholz Recycling GmbH & Co. KG umstrukturiert und die japanische Toyota Tsūshō beteiligte sich mit 39,9 Prozent. Zum Jahresende 2015 galt das Unternehmen als „einer der größten Sanierungsfälle in Deutschland“. 2016 wurde erneut umfirmiert in die Scholz Recycling GmbH, diese wurde führendes Unternehmen der Scholz Gruppe. Zum Jahresende 2016 wurde das Unternehmen durch die Chiho Environmental Group inklusive der restlichen Schulden nach einem Schuldenschnitt für einen Euro übernommen. Am 15. Dezember 2016 stimmten die Aktionäre der Chiho Environmental Group auf einer außerordentlichen Hauptversammlung in Hongkong der Übernahme der Scholz Gruppe zu. Mit diesem Beschluss wurde der letzte Schritt in einer Reihe von Bedingungen im Anteilskaufvertrag vom 29. August 2016 vollzogen.

## Engagement für den VfR Aalen
Von 2008 bis 2017 sicherte sich Berndt-Ulrich Scholz die Namensrechte am Städtischen Waldstadion Aalen und benannte es um in Scholz Arena; heute heißt es Centus Arena. Im Jahr 2013 verhinderte der damalige Vorsitzende Berndt-Ulrich Scholz, der gleichzeitig Präsident des Fußballvereins war, mit einer Bürgschaft über 6 Millionen Euro die Insolvenz des Vereins.